# Live in Sydney
Live in Sydney es el lanzamiento en DVD de la gira de Kylie Minogue On A Night Like This Tour. El DVD incluye imágenes exclusivas tras bastidores del concierto, incluyendo una mirada a los vestuarios. Fue certificado tres veces como platino en Australia.

## Lista de canciones
Act I
1. "Loveboat"
2. "Kookachoo"
3. "Hand On Your Heart"
4. "Put Yourself in my Place"
5. "On a Night Like This"

Act II
1. "Medley
  - Step Back In Time"
  - "Never Too Late"
  - "Wouldn't Change a Thing"
  - "Turn It Into Love"
  - "Celebration"
2. "Can't Get You Out of My Head"
3. "Your Disco Needs You"
4. "I Should Be So Lucky"

Act III
1. "Better the Devil You Know"
2. "So Now Goodbye"
3. "Physical"
4. "Butterfly"

Act IV
1. "Confide in Me"
2. "Kids"
3. "Shocked"
4. "Light Years"

Encore
1. "What Do I Have to Do?"
2. "Spinning Around"